# Max Cachimba
Juan Pablo González (Rosario, 15 de enero de 1969), más conocido como Max Cachimba, es un ilustrador, escritor, y artista plástico argentino. Actualmente vive y trabaja en el barrio rosarino de Físherton.

## Síntesis biográfica
En 1984, cuando tenía 15 años de edad, obtuvo el primer premio en la categoría Dibujo del concurso «Fierro busca dos manos» organizado por la revista Fierro, presentando la adaptación de un relato de Jack Vance. Publicó en la revista ―acompañando su carácter experimentativo― durante los siguientes siete años, hasta que esta cerró, al principio con guiones de Pablo de Santis, luego individualmente.

En aquellas primeras historietas, y por varios años (juveniles) buscaba un poco atolondrado mis modos de trabajar, experimentando bastante.
Max Cachimba

En 1994 la editorial Colihue publicó el libro Transilvania Express: guía de vampiros y de monstruos de Pablo de Santis con ilustraciones de Max Cachimba.
Al año siguiente comenzó a publicar tiras cómicas en el diario Perfil (Buenos Aires). Este mismo año (1995) realizó sus primeros cortos de animación, junto con el estudio rosarino Sótano Cartoons. 
En 1995, como integrante de la banda musical Ernesto y su Conjunto, grabó su primer disco, Stupid planeta.
En 1996 se publicaron las historietas realizadas en colaboración con Pablo de Santis en la revista Fierro, en el volumen Rompecabezas de editorial Colihue.
En 1998 publicó en la página de humor del diario Perfil (Buenos Aires) una serie de tiras cómicas con el título de «Humor idiota».
En 1999 publicó en prozines: Qué Suerte (España), El Lápiz Japonés (Buenos Aires), Dolor de Ojo (Rosario).  
En el 2000 expuso por primera vez sus pinturas al óleo en una galería de Rosario.
En 2001, la agrupación musical Ernesto y su Conjunto ―con Max Cachimba como integrante― lanzó su segundo álbum independiente, Estulticia mundi.
En 2004 se publicó Humor idiota, libro que recopila sus trabajos en Perfil (Buenos Aires).
En 2005 se presentó el libro de relatos breves Rey secreto de Pablo de Santis, con ilustraciones suyas.
En 2006 participó en Madrid de la muestra Mundos sinsentido, un año después, que recogió la obra de ilustración e historieta de 25 autores.
También en 2006 publica en el número 3562 de la revista franco-belga Le Journal de Spirou (número dedicado a historietistas argentinos, proyecto coordinado por Roberto Pazos con la colaboración de Elenio Pico).
Periódicamente publica diversas historietas en la nueva etapa de la revista Fierro.
En 2010 participa en la revista digital Bonete, junto a los dibujantes Liniers, Tute, Decur, Alberto Montt, Gervasio Troche.
En 2016 publica el libro Versos selectos (editorial Iván Rosado).
En 2022 es reconocido con el Premio Konex (diploma al mérito) por su trabajo en humor e historieta en la última década.

## Referencias

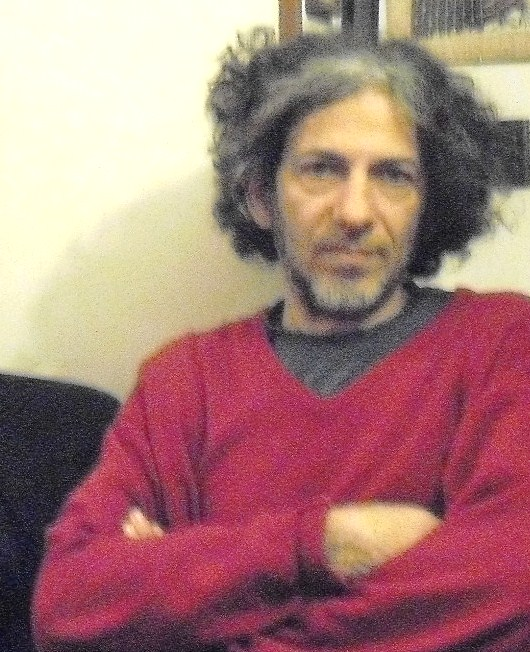
Max Cachimba (Juan Pablo González) en 2011.